# Conde de Castro
Conde de Castro é um título nobiliárquico português criado por D. Luís I de Portugal, por Decreto de 30 de Setembro e Carta de 2 de Outubro de 1862, em favor de José Joaquim Gomes de Castro, antes 1.° Visconde de Castro.
Titulares
1. José Joaquim Gomes de Castro, 1.º Visconde e 1.º Conde de Castro;
2. João António Gomes de Castro, 2.º Conde de Castro;
3. José Joaquim Gomes de Castro, 3.º Conde de Castro.

Após a Implantação da República Portuguesa e o fim do sistema nobiliárquico, usaram o título:
1. João António Gomes de Castro, 4.° Conde de Castro;
2. José Joaquim de Carvalho Gomes de Castro, 5.° Conde de Castro;
3. João António Correia da Silva Gomes de Castro, 6.° Conde de Castro.